# Vroni König-Salmi
Vroni König-Salmi, née le 9 juillet 1969 à Wellington, Nouvelle-Zélande, est une coureuse d'orientation suisse.

## Palmarès

### Championnats du monde
- Championnats du monde de course d'orientation 2008
  -  Médaille d'argent en moyenne distance
- Championnats du monde de course d'orientation 2006
  -  Médaille de bronze en relais
- Championnats du monde de course d'orientation 2005
  -  Médaille d'or en relais
  -  Médaille de bronze en longue distance
- Championnats du monde de course d'orientation 2003
  -  Médaille d'or en relais
- Championnats du monde de course d'orientation 2001
  -  Médaille d'or en sprint
- Championnats du monde de course d'orientation 1997
  -  Médaille de bronze en relais

### Championnats d'Europe
- Championnats d'Europe de course d'orientation 2010
  -  Médaille de bronze en relais
- Championnats d'Europe de course d'orientation 2006
  -  Médaille d'argent en relais
- Championnats d'Europe de course d'orientation 2002
  -  Médaille d'or en sprint
  -  Médaille d'argent en relais